# Croton capuronii
Espèce
Classification APG II (2003)
Croton capuronii est une espèce de plantes à fleurs du genre Croton et de la famille des Euphorbiaceae, présente à Madagascar.